# Eric Flynn
Eric William Flynn (Hainan, 13 dicembre 1939 – Pembrokeshire, 4 marzo 2002) è stato un attore britannico.

## Biografia
Nato sull'isola di Hainan figlio di un ufficiale britannico, fu imprigionato da bambino quando l'esercito giapponese invase la Cina, trascorrendo alcuni anni in un campo d'internamento giapponese con la famiglia. Tornò in Gran Bretagna all'età di tredicini anni e, dopo il diploma, studiò recitazione alla Royal Academy of Dramatic Art. Molto attivo nel mondo del teatro di prosa, Flynn passò i primi anni della sua carriera attoriale come la Royal Shakespeare Company, recitando in Molto rumore per nulla, Amleto, Riccardo III e Come vi piace a Stratford-upon-Avon tra il 1961 e il 1961. Successivamente recitò soprattutto in musical in scena nel West End londinese, ottenendo un primo grande successo nel 1972 quando rimpiazzò Larry Kert nel ruolo del protagonista nella prima britannica del musical di Stephen Sondheim Company. Successivamente si esibì in altre apprezzate interpretazioni nel musical Cockie! (1973), Irene (1976) e Side By Side By Sondheim (1976) sempre a Londra. Nel 1981 interpretò Che Guevara nella tournée sudafricana del musical Evita, prima di tornare a recitare nel West End londinese prima nel musical Annie Get Your Gun e poi Chess, in cui ricoprì i ruoli prima di Alexander Molokov e poi di Walter De Courcy. Recitò a Londra anche nei musical A Little Night Music (1989) e Grand Hotel (1992).
Morì di cancro all'età di sessantadue anni nel 2002.

### Vita privata
Durante gli studi alla Royal Academy of Dramatic Art conobbe la prima moglie, Fren, da cui ebbe i figli Daniel, Kerry e Jerome Flynn. Dopo il divorzio, si risposò nel 1981 in Sudafrica con la seconda moglie Caroline Forbes, da cui ebbe i figli Lillie e Johnny Flynn.

## Filmografia parziale
- Exodus, regia di Otto Preminger (1960)
- Il rally più pazzo d'Africa (Safari 3000), regia di Harry Hurwitz (1982)
- L'impero del sole (Empire of the Sun), regia di Steven Spielberg (1987)